# Flashback (film, 1969)
Pour les articles homonymes, voir Flashback (homonymie).
Ne doit pas être confondu avec Flashback (film, 1990).
Flashback est un film italien réalisé par Raffaele Andreassi, sorti en 1969.
Le film a reçu de nombreux prix : Golden Globe de la presse étrangère, Grolla Silver Premium (Saint-Vincent), Prix du Tourisme et des Loisirs et de Silverstar Festival de San Francisco. Il a été sélectionné en compétition officielle en 1969 au Festival de Cannes. Lors du festival du film a reçu des ovations. Après la mort du directeur Raffaele Andreassi en 2009 le film regain de popularité.

## Synopsis
Heinz Prulier (Fred Robsahm) est un soldat allemand en poste en tant que tireur d'élite donnant sa propre armée à partir d'un arbre. Quand il s'endort, ses troupes ont disparu et il se retrouve seul pour défendre l'invasion ennemie entrant. Flashbacks rappeler ses expériences de guerre et son passage d'un être humain en un meurtrier sadique et violeur. Il rencontre une prostituée et une jeune fille en riant cette fonctionnalité violente qui révèle la dégradation des valeurs humaines face à la dure réalité de la guerre.

## Fiche technique
- Réalisation :	Raffaele Andreassi
- Scénario :	Raffaele Andreassi, Maurizio Barendson, Callisto Cosulich, Nelo Risi
- Producteur :	Franco Clementi
- Maison de production :	Ascot, Cineraid
- Photographie :	Raffaele Andreassi
- Montage : Raffaele Andreassi
- Musique : Bruno Nicolai
- Décors : Garibaldo Grossi
- Langue : Italien, allemand
- Format : 1,37:1
- Genre : Drame, guerre
- Pays de production :  Italie
- Année : 1969
- Durée : 106 min.

## Distribution
- Fred Robsahm
- Pilar Castel
- Dada Gallotti
- Sandra Dal Sasso
- Gianni Cavina
- Antonietta Fiorito
- Pietro Bonfiglioli
- Gabriele Fornacioni
- Vittorio Gobbi